# 6a etapa del Tour de França de 2016
La 6a etapa del Tour de França de 2016 es disputà el dijous 7 de juliol de 2016 sobre un recorregut de 190,5 km, amb sortida a Lo Pajon d'Orlhac i arribada a Montalban.
El vencedor de l'etapa, per tercera ocasió en aquesta edició del Tour, fou el britànic Mark Cavendish (Dimension Data), que d'aquesta manera guanyava la seva vint-i-novena etapa i es quedava a tan sols cinc etapes del rècord històric que amb 34 ostenta Eddy Merckx.

## Recorregut
Etapa de transició cap al primer bloc de muntanya que tindrà lloc als Pirineus a partir de l'endemà. El recorregut no presenta grans dificultats muntanyoses, i sols s'hauran de superar tres petites cotes de tercera i quarta categoria. Els darrers 40 quilòmetres són totalment plans.

## Desenvolupament de l'etapa
Etapa marcada per una escapada sense cap mena de possibilitat d'èxit protagonitzada per Jan Bárta (Bora-Argon 18) i Yukiya Arashiro (Lampre-Merida) que foren neutralitzats a manca de 17 km per l'arribada pel fort ritme imposat pels equips dels esprintadors. En l'esprint guanyà Mark Cavendish (Dimension Data), que d'aquesta manera guanyava la seva vint-i-novena etapa i es quedava a tan sols cinc etapes del rècord històric que amb 34 ostenta Eddy Merckx.

## Resultats

### Classificació de l'etapa
| \| Classificació de l'etapa \| Classificació de l'etapa \| Classificació de l'etapa \| Classificació de l'etapa \| Classificació de l'etapa \| \| Corredor \| Corredor \| Equip \| Temps \| \| \| ------------------------ \| ------------------------ \| -------------------------- \| ------------------------ \| ------------------------ \| \| 1r \| Mark Cavendish \| Dimension Data \| 4h 43' 48" \| \| \| 2n \| Marcel Kittel \| Etixx-Quick Step \| + 0" \| \| \| 3r \| Daniel McLay \| Fortuneo-Vital Concept \| + 0" \| \| \| 4t \| Alexander Kristoff \| Katusha \| + 0" \| \| \| 5è \| Christophe Laporte \| Cofidis, Solutions Crédits \| + 0" \| \| \| 6è \| Peter Sagan \| Tinkoff \| + 0" \| \| \| 7è \| Dylan Groenewegen \| LottoNL-Jumbo \| + 0" \| \| \| 8è \| Edward Theuns \| Trek-Segafredo \| + 0" \| \| \| 9è \| Bryan Coquard \| Direct Énergie \| + 0" \| \| \| 10è \| Shane Archbold \| Bora-Argon 18 \| + 0" \| \| |                    |                            |            |
| |                    |                            |            |
| Font: ProCyclingStats |                    |                            |            |
| Classificació de l'etapa |                    |                            |            |
| Corredor | Corredor           | Equip                      | Temps      |
| 1r | Mark Cavendish     | Dimension Data             | 4h 43' 48" |
| 2n | Marcel Kittel      | Etixx-Quick Step           | + 0"       |
| 3r | Daniel McLay       | Fortuneo-Vital Concept     | + 0"       |
| 4t | Alexander Kristoff | Katusha                    | + 0"       |
| 5è | Christophe Laporte | Cofidis, Solutions Crédits | + 0"       |
| 6è | Peter Sagan        | Tinkoff                    | + 0"       |
| 7è | Dylan Groenewegen  | LottoNL-Jumbo              | + 0"       |
| 8è | Edward Theuns      | Trek-Segafredo             | + 0"       |
| 9è | Bryan Coquard      | Direct Énergie             | + 0"       |
| 10è | Shane Archbold     | Bora-Argon 18              | + 0"       |

### Punts atribuïts
| Esprint intermedi Montbasens (km 77,5) |                           |                    |        |
| 1r                                     | Jan Bárta (CZE)           | Bora-Argon 18      | 20 pts |
| 2n                                     | Yukiya Arashiro (JPN)     | Lampre-Merida      | 17 pts |
| 3r                                     | Bryan Coquard (FRA)       | Direct Énergie     | 15 pts |
| 4t                                     | Michael Matthews (AUS)    | Orica-BikeExchange | 13 pts |
| 5è                                     | Peter Sagan (SVK)         | Team Tinkoff       | 11 pts |
| 6è                                     | Marcel Kittel (GER)       | Etixx-Quick Step   | 10 pts |
| 7è                                     | Edward Theuns (BEL)       | Trek-Segafredo     | 9 pts  |
| 8è                                     | Mark Cavendish (GBR)      | Dimension Data     | 8 pts  |
| 9è                                     | Fabio Sabatini (ITA)      | Etixx-Quick Step   | 7 pts  |
| 10è                                    | Maximiliano Richeze (ARG) | Etixx-Quick Step   | 6 pts  |
| 11è                                    | Tony Martin (GER)         | Etixx-Quick Step   | 5 pts  |
| 12è                                    | Bernhard Eisel (AUT)      | Dimension Data     | 4 pts  |
| 13è                                    | Petr Vakoč (CZE)          | Etixx-Quick Step   | 3 pts  |
| 14è                                    | Julien Vermote (BEL)      | Etixx-Quick Step   | 2 pts  |
| 15è                                    | Lars Bak (DEN)            | Lotto Soudal       | 1 pt   |

| Esprint final Montalban (km 190,55) |                          |                        |        |
| 1r                                  | Mark Cavendish (GBR)     | Dimension Data         | 50 pts |
| 2n                                  | Marcel Kittel (GER)      | Etixx-Quick Step       | 30 pts |
| 3r                                  | Daniel McLay (GBR)       | Fortuneo-Vital Concept | 20 pts |
| 4t                                  | Alexander Kristoff (NOR) | Team Katusha           | 18 pts |
| 5è                                  | Christophe Laporte (FRA) | Cofidis                | 16 pts |
| 6è                                  | Peter Sagan (SVK)        | Team Tinkoff           | 14 pts |
| 7è                                  | Dylan Groenewegen (NED)  | Team LottoNL-Jumbo     | 12 pts |
| 8è                                  | Edward Theuns (BEL)      | Trek-Segafredo         | 10 pts |
| 9è                                  | Bryan Coquard (FRA)      | Direct Énergie         | 8 pts  |
| 10è                                 | Shane Archbold (NZL)     | Bora-Argon 18          | 7 pts  |
| 11è                                 | Michael Matthews (AUS)   | Orica-BikeExchange     | 6 pts  |
| 12è                                 | Davide Cimolai (ITA)     | Lampre-Merida          | 5 pts  |
| 13è                                 | Samuel Dumoulin (FRA)    | AG2R La Mondiale       | 4 pts  |
| 14è                                 | Matti Breschel (DEN)     | Cannondale-Drapac      | 3 pts  |
| 15è                                 | André Greipel (GER)      | Lotto Soudal           | 2 pt   |

### Colls i cotes
| Cota d'Estaques. 322m. (km 62) 3a categoria (2 km al 6%) |                       |               |       |
| 1r                                                       | Jan Bárta (CZE)       | Bora-Argon 18 | 2 pts |
| 2n                                                       | Yukiya Arashiro (JPN) | Lampre-Merida | 1 pt  |

| Cota d'Aubinh. 335m. (km 71,5) 4a categoria (1,3 km al 5,4%) |                       |               |      |
| 1r                                                           | Yukiya Arashiro (JPN) | Lampre-Merida | 1 pt |

| Cota de Sent Antonin. 289m. (km 149) 3a categoria (3,2 km al 5,1%) |                       |               |       |
| 1r                                                                 | Jan Bárta (CZE)       | Bora-Argon 18 | 2 pts |
| 2n                                                                 | Yukiya Arashiro (JPN) | Lampre-Merida | 1 pt  |

## Classificacions a la fi de l'etapa

### Classificació general
| \| Classificació general \| Classificació general \| Classificació general \| Classificació general \| Classificació general \| \| Corredor \| Corredor \| Equip \| Temps \| \| \| --------------------- \| --------------------------- \| --------------------- \| --------------------- \| --------------------- \| \| 1r \| Greg Van Avermaet \| BMC Racing Team \| 30h 18' 39" \| \| \| 2n \| Julian Alaphilippe \| Etixx-Quick Step \| + 5' 11" \| \| \| 3r \| Alejandro Valverde Belmonte \| Movistar Team \| + 5' 13" \| \| \| 4t \| Joaquim Rodríguez i Oliver \| Katusha \| + 5' 15" \| \| \| 5è \| Christopher Froome \| Team Sky \| + 5' 17" \| \| \| 6è \| Warren Barguil \| Giant-Alpecin \| + 5' 17" \| \| \| 7è \| Nairo Quintana Rojas \| Movistar Team \| + 5' 17" \| \| \| 8è \| Pierre Rolland \| Cannondale-Drapac \| + 5' 17" \| \| \| 9è \| Fabio Aru \| Astana \| + 5' 17" \| \| \| 10è \| Daniel Martin \| Etixx-Quick Step \| + 5' 17" \| \| |                             |                   |             |
| |                             |                   |             |
| Font: ProCyclingStats |                             |                   |             |
| Classificació general |                             |                   |             |
| Corredor | Corredor                    | Equip             | Temps       |
| 1r | Greg Van Avermaet           | BMC Racing Team   | 30h 18' 39" |
| 2n | Julian Alaphilippe          | Etixx-Quick Step  | + 5' 11"    |
| 3r | Alejandro Valverde Belmonte | Movistar Team     | + 5' 13"    |
| 4t | Joaquim Rodríguez i Oliver  | Katusha           | + 5' 15"    |
| 5è | Christopher Froome          | Team Sky          | + 5' 17"    |
| 6è | Warren Barguil              | Giant-Alpecin     | + 5' 17"    |
| 7è | Nairo Quintana Rojas        | Movistar Team     | + 5' 17"    |
| 8è | Pierre Rolland              | Cannondale-Drapac | + 5' 17"    |
| 9è | Fabio Aru                   | Astana            | + 5' 17"    |
| 10è | Daniel Martin               | Etixx-Quick Step  | + 5' 17"    |

### Classificació per punts
|   | Ciclista             | Equip          | Punts |
| - | -------------------- | -------------- | ----- |
| 1 | Mark Cavendish (GBR) | Dimension Data | 204   |
| 2 | Marcel Kittel (GER)  | Lotto Soudal   | 182   |
| 3 | Peter Sagan (SVK)    | Team Tinkoff   | 175   |

### Classificació de la muntanya
|   | Ciclista                | Equip           | Punts |
| - | ----------------------- | --------------- | ----- |
| 1 | Thomas De Gendt (BEL)   | Lotto Soudal    | 13    |
| 2 | Greg Van Avermaet (BEL) | BMC Racing Team | 11    |
| 3 | Jasper Stuyven (BEL)    | Trek-Segafredo  | 5     |

### Classificació del millor jove
|   | Ciclista                 | Equip              | Temps       |
| - | ------------------------ | ------------------ | ----------- |
| 1 | Julian Alaphilippe (FRA) | Etixx-Quick Step   | 30h 23' 49" |
| 2 | Warren Barguil (FRA)     | Team Giant-Alpecin | + 6"        |
| 3 | Wilco Kelderman (NED)    | Team LottoNL-Jumbo | + 6"        |

### Classificació per equips
|    | Equip           | Temps       |
| -- | --------------- | ----------- |
| 1r | BMC Racing Team | 91h 08' 23" |
| 2n | Team Sky        | + 3' 36"    |
| 3r | Movistar Team   | + 4' 12"    |

## Abandonaments
No es produeix cap abandonament durant l'etapa.